# Maìn - La casa della felicità
Maìn - La casa della felicità è un film del 2012 diretto da Simone Spada.
Il film narra la biografia di Maria Domenica Mazzarello, fondatrice con don Bosco dell'Istituto delle Figlie di Maria Ausiliatrice e in seguito canonizzata da Pio XII.

## Trama
Maria Domenica Mazzarello, detta "Maìn", viene da una modesta famiglia piemontese e, molto giovane, inizia a lavorare nei campi. A 23 anni si ammala di tifo e, dopo la guarigione, lascia i campi per impegnarsi a educare le giovani della sua zona, insegnando cucito e creando una casa-famiglia. L'incontro con don Bosco, nel 1864, la porta alla fondazione dell'Istituto delle Figlie di Maria Ausiliatrice.

## Distribuzione
Il film è stato distribuito in sala dalla Multidea a partire dal 20 giugno 2012 
È stato poi distribuito nel circuito video da Multimedia San Paolo .